# Valle de Carranza
Valle de Carranza (em castelhano) ou Karrantza Harana (em basco), ou simplesmente Carranza ou Karrantza, é um município da Espanha na província da Biscaia, comunidade autónoma do País Basco, com 137,66 km² de área. Em 2021 tinha 2 759 habitantes (densidade: 20 hab./km²).

## Demografia
| Variação demográfica do município entre 1991 e 2004 | Variação demográfica do município entre 1991 e 2004 | Variação demográfica do município entre 1991 e 2004 | Variação demográfica do município entre 1991 e 2004 |
| --------------------------------------------------- | --------------------------------------------------- | --------------------------------------------------- | --------------------------------------------------- |
| 1991                                                | 1996                                                | 2001                                                | 2004                                                |
| 3173                                                | 3147                                                | 2887                                                | 2884                                                |